# Damaschin Bojincă
Damaschin Bojincă, másként: Bozsinka Damascenus, Bojîncă Damaszcén (Gerlistye, 1801. – Dombrovén, 1869. augusztus 18.) román jogász, történész.

## Életpályája
Az elemi iskoláit Oravicabányán és Versecen, a gimnáziumot Temesváron és Szegeden végezte. 1824-1826 között a nagyváradi jogakadémián tanult. Ezt követően Pestre került, ahol számos publicisztikája jelent meg. Közben 1829-ben ügyvédi diplomát szerzett. 1829–1830-ban a Zaharia Carcalechi által kiadott Biblioteca românească című irodalmi és történelmi folyóirat szerkesztője volt Pesten; itt jelentek meg Dimitrie Cantemirről, Vitéz Mihályról, Radu Şerbanról írott tanulmányai, legvégül pedig az Istoria popoarelor şi a staturilor. Istoria culturii, scurtă cuprindere şi aşezări hronologice (după ani) című kronológiája.
Történészként a román nemzeti romantikus iskola egyik előfutáraként tartják számon, például ő foglalkozott elsőként Hunyadi János román származásával. A 20. századi méltatások szerint történészként nem érte el az erdélyi iskola alkotóinak színvonalát, és művei kevéssé eredetiek, nem annyira tudományos, mint tudománynépszerűsítő jellegűek.
1832 szeptemberében Moldvába költözött az ottani hatóságok meghívására, és 1833-tól állami jogtanácsosként tevékenykedett. Christian Flechtenmacher munkatársaként részt vett az első moldvai polgári törvénykönyv, az 1833-ban megjelent Codul Calimah román fordításában, illetve ennek az 1847-es felülvizsgálatában. 1835-ben pohárnokká, 1841-ben bánná, 1848-ban agává nevezték ki. 1841 és 1847 között az Academia Mihăileană professzoraként római jogot és polgári jogot, és valószínűleg jogtörténetet és büntetőjogot adott elő. 1848. decemberben moldvai honpolgárságot kapott.
1860. április 30-tól Mihail Kogălniceanu kormányában, Alexandru Ioan Cuza alatt rövid ideig igazságügyi miniszter volt.

## Művei
- Animadversio in dissertationem Hallensem sub titulo: Erweis, daß die Walachen nicht Römischer Abkunft sind etc. vom k. Rath von (Sabbas Tököli) 1823 editane. Wallachos esse vesor Posteros Romanorum. Pest: Landerer. 1827. (Román fordítása: Răspundere desgustătoare la cîrtirea cea de la Hale în anul 1823 sub titula: Erweis, daß die Walachen nicht Römischer Abkunft sind (adică arătare cum că românii nu sunt de viţă romani) de k. Consiliar de Sava Tököly făcută. La care se adunase arătarea cu scriptori verednici de credinţă întărită, cum că românii sunt adevăraţi strănepoţi ai romanilor. Întâi latineşte ţesută, iar acum în limba daco-românească preîntoarsă tot de acelaşi autor. Buda: Egyetemi Nyomda. 1828.)
- Diregătoriul bunei-creştere: spre îndreptarê multor părinţi şi bunfolosul tinerimei romane. Buda: Egyetemi Nyomda. 1830.
- Descrierea naşterii şi a eroiceştilor fapte a mult vestitului şi de toată Europa minunatului erou Ioan Corvinus de Huniad. In: Calendariu românesc pe anul de la Cristos 1830. Pest.
- Tragedia lui Ladislau Corvinus de Huniad. (ugyanott, a szerző feltüntetése nélkül, 1831)
- Biografia lui Mathia Corvinus craiul Ungariei (ugyanott, a szerző feltüntetése nélkül, 1832)
- Anticile românilor (Buda, 1832-1833)
- Összegyűjtött írásait 1978-ban Temesváron, a Facla Könyvkiadó adta ki Nicolae Bocşan gondozásában és bevezető tanulmányával.